# Robert Baldwin
Robert Baldwin (York, 1804 – York, 1858) è stato un politico canadese.

## Biografia

### Carriera
Avvocato di origini anglofone, entrò presto nel partito franco-riformista, ove propugnò la formazione di un governo responsabile, nel quale i ministri avrebbero reso conto del loro operato non al governatore o al re, bensì al Parlamento, eletto dalla popolazione.
Divenuto primo ministro della Provincia del Canada con il politico francofono Louis-Hippolyte Lafontaine nel 1842, si dimise nel 1843, ma tornò al potere nel 1848, formando il governo di responsabilità che sempre aveva auspicato.
Cessò la carica nel 1851 e fu dunque deputato di Rimouski al parlamento canadese.

### Fonti
Baldwin, Robert  su Treccani.it